# Ontzuiling
Ontzuiling is het tegenovergestelde van verzuiling en duidt op het wegvallen van naast elkaar bestaande structuren in een samenleving die duidelijk getekend zijn door verschillende levensbeschouwelijke groepen. Individuen kiezen niet enkel bij welke ideologische groep ze horen, maar nemen op basis van eigen afwegingen deel aan organisaties van buiten de eigen 'zuil' waarbij ze zich niet meer (per se) houden aan de voorschriften van die zuil.
In Nederland begon een snelle ontzuiling op het einde van de jaren zestig en doorheen de jaren zeventig. Die was onlosmakelijk verbonden met de democratisering en emancipatie die in die periode hun intrede deden. De invloed van de televisie en andere vormen van massacommunicatie waren hierbij belangrijk, want die maakte het mogelijk kennis te nemen van gedachten en ideeën die bij anderen leefden.
In België bleven de zuilen sterk tot in de jaren negentig. Dit verschil kan verklaard worden door de snellere bevolkingsaangroei in het noorden (zowel natuurlijk als door immigratie) en doordat de industrialisering in het zuiden al langer bezig was en geleidelijker gebeurde. Ook waren de dominante zuilen in België streekgebonden (vooral katholiek in het Nederlandstalige noorden en eerder socialistisch in het Franstalige zuiden) waardoor ideologische tegenstellingen vaak een uitlaatklep vonden in de taalstrijd.